# Linares de la Sierra

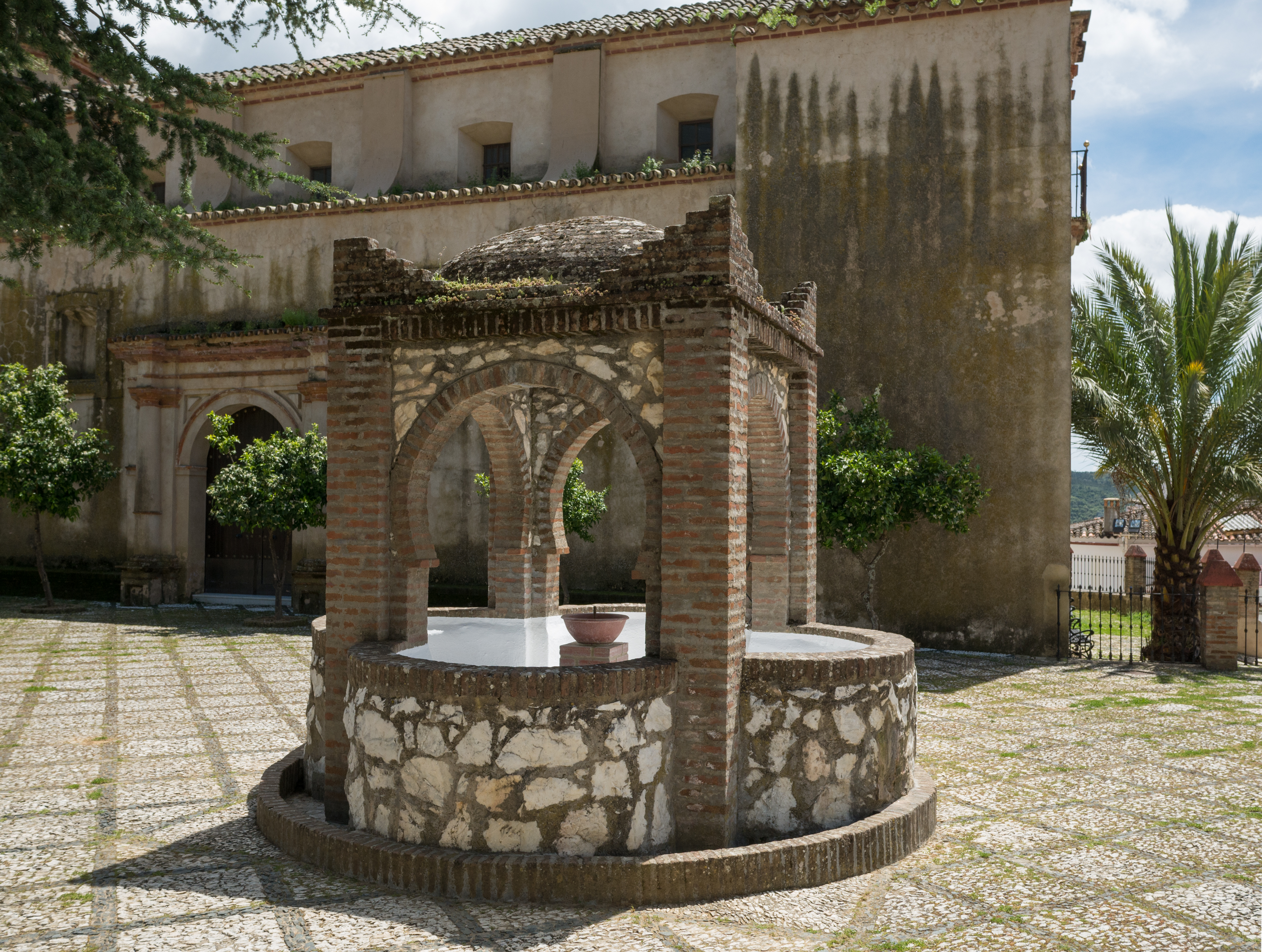

Huy hiệu của Linares de la Sierra

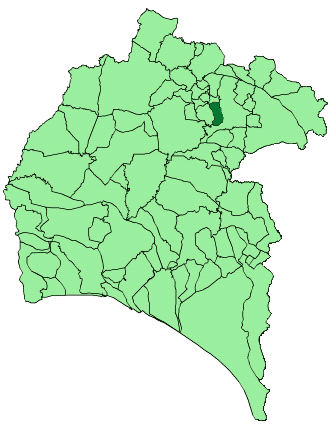
Bản đồ của Linares de la Sierra

Linares de la Sierra là một đô thị ở tỉnh Huelva, Andalucía, Tây Ban Nha. Dân số năm 2007 của đô thị này là 321 người. Đô thị này có diện tích 29 km² và mật độ dân số 10,2 người/km². Tọa độ địa lý là 37º 53' độ vĩ bắc, 6º 37' độ kinh đông. Đô thị này nằm ở độ cao 505 mét và cách tỉnh lỵ Huelva 118 kilômét.
Linares de la Sierra nằm giữa Alájar và Aracena, có công viên tự nhiên Sierra de Aracena.